# Nomada kornosica
Nomada kornosica là một loài Hymenoptera trong họ Apidae. Loài này được Mavromoustakis mô tả khoa học năm 1958.